# الوادي (مذيخرة)

تعديل مصدري - تعديل

الوادي محلة تابعة لقرية المحدادة، التابعة لعزلة خولان بمديرية مذيخرة إحدى مديريات محافظة إب في الجمهورية اليمنية.، بلغ تعداد سكانها 42 حسب تعداد اليمن لعام 2004.